# Als Sund
Der Als Sund (deutsch Alsensund) ist eine etwa acht Kilometer lange und 500 m breite Meerenge in Nordschleswig bzw. in Sønderjylland (Süderjütland) im südlichen Dänemark. Er verbindet den Als Fjord mit der äußeren Flensburger Förde und trennt die Insel Als von der Halbinsel Sundeved. Der nördliche Teil verläuft vom Übergang des Als Fjord zum Augustenborg Fjord genau in Nord-Süd-Richtung. Südlich der Alssundbroen verschwenkt der Sund leicht nach Osten und eröffnet sich in die Sønderborg Bugt, eine Nebenbucht der Flensburger Förde.

## Orte
Größter Ort am Als Sund ist Sønderborg, dessen Schloss früher die Einfahrt zum Sund kontrollierte. Die Altstadt liegt wie das Schloss auf Als, jedoch hat sich Sønderborg längst auf das Westufer des Sundes ausgedehnt, wo sich unter anderem der Bahnhof und die Hochschuleinrichtungen befinden. Einzige innerstädtische Verbindung ist die 1930 errichtete Klappbrücke Kong Christian den X’s Bro über den Sund. Die vierspurige Umgehungsstraße Alssundbroen liegt im Verlauf der Fernstraße 8 und befindet sich 2,5 km  nördlich der Stadt. Sie führt zum Hafen Fynshav, wo die Fähre nach Fünen startet.
Nördlich von Sønderborg liegt die Halbinsel Arnkiel zwischen Sund und Augustenborger Fjord. Hier gelang den preußischen Truppen im Krieg von 1864 am 29. Juni der Übergang von Sottrupskov aus über den Als Sund, welcher die endgültige Entscheidung brachte.
Gegenüber von Arnkiel liegt das traditionsreiche Schloss Sandbjerg im Kirchspiel Sottrup Sogn  (dt.: Satrup). Heute ist es ein Tagungsort im Besitz der Universität Århus.
Eine Autobahn (Nr. 8 = Sønderborgmotorvejen) ist von der E45 bis Sønderborg seit 2014 in Betrieb.